# Ötztalske Alpe
Ötztalske Alpe (italijansko Alpi Venoste, nemško Ötztaler Alpen) je gorovje v osrednjih vzhodnih Alpah, v deželi Tirolski v zahodni Avstriji in pokrajini Južna Tirolska v severni Italiji.

## Geografija
Ötztalske Alpe so razporejene na vrhu doline Ötztal, stranske doline reke Inn jugozahodno od Innsbrucka v Avstriji. Ena linija vrhov tvori del meje med Avstrijo in Italijo.
Ötztalske Alpe mejijo na prelaz Reschen (1504 m) na zahodu in reko Inn na severozahodu in severu. Na vzhodu je območje ločeno od Stubajskih Alp z Ötztaler Ache v Ötztalu, Timmelsjochom (2474 m) in reko Passer v dolini Passeier. Na jugu in jugozahodu je območje omejeno z globoko dolino reke Etsch, tukaj znano kot Vinschgau.
Ötztalske Alpe so obdane z naslednjimi verigami:
- Lechtalske Alpe
- Mieminško gorovje
- Stubajske Alpe
- Sarntalske Alpe
- Ortleške Alpe
- Sesvenske Alpe
- Samnaunske Alpe

Septembra 1991 je bil Ötzi poimenovan kot "ledeni mož" najden na Hauslabjochu med vrhovoma Fineilspitze in Similaun.

## Vrhovi
Najvišja točka Ötztalskih Alp je Wildspitze 3.774 m (12.382 ft), ki je tudi druga najvišja gora v Avstriji (za Großglocknerjem). Wildspitze je na enem od več krakov, ki segajo severno in severovzhodno od glavnega grebena.
Nekateri glavni vrhovi Ötztalskih Alp so:
| Vrh                      | Nadmorska višina (m) |
| ------------------------ | -------------------- |
| Wildspitze               | 3774                 |
| Weißkugel                | 3739                 |
| Hintere Schwärze         | 3628                 |
| Similaun                 | 3603                 |
| Ramolkogel               | 3551                 |
| Schalfkogel              | 3540                 |
| Hochvernagtspitze        | 3535                 |
| Watzespitze              | 3533                 |
| Weißseespitze            | 3518                 |
| Fineilspitze             | 3514                 |
| Hochwilde                | 3480                 |
| Hinterer Seelenkogel     | 3472                 |
| Bliggspitze              | 3454                 |
| Lagaunspitze             | 3439                 |
| Hochfirst                | 3403                 |
| Verpeilspitze            | 3425                 |
| Ehrichspitze             | 3420                 |
| Hohe Geige               | 3395                 |
| Valvelspitze             | 3360                 |
| Glockturm                | 3355                 |
| Rofelewand               | 3353                 |
| Hochalt                  | 3285                 |
| Grawand                  | 3251                 |
| Remsspitze               | 3205                 |
| Nederkogel               | 3163                 |
| Hundstalkogel            | 3080                 |
| Nauderer Hennesiglspitze | 3042                 |
| Wildnörderer             | 3015                 |
| Endkopf                  | 2652                 |

## Prelazi
Glavni gorski prelazi Ötztalskih Alp so:
| Gorski prelaz                 | Lokacija                       | tip  | Nadmorska višina (m) |
| ----------------------------- | ------------------------------ | ---- | -------------------- |
| Gepatschjoch                  | Vent to the Kaunertal          | snow | 3243                 |
| Ramoljoch                     | Vent to Gurgl                  | snow | 3194                 |
| Langtaufererjoch              | Vent to the Reschen Pass       | snow | 3167                 |
| Gurgler Eisjoch               | Gurgl to Schnals               | snow | 3137                 |
| Langthalerjoch                | Gurgl to Pfelders-Plan         | snow | 3058                 |
| Niederjoch                    | Vent to Schnals                | snow | 3017                 |
| Pitztalerjöchl                | Mittelberg (Pitztal) to Sölden | snow | 2995                 |
| Eisjöchl am Bild              | Pfelders to Schnals            | snow | 2908                 |
| Venter Hochjoch               | Vent to Kurzras                | snow | 2885                 |
| Timmelsjoch (Passo del Rombo) | Sölden to Meran                | road | 2509                 |
| Reschen Pass (Passo di Resia) | Landeck to Meran               | road | 1494                 |